# CatPeople
CatPeople son un grupo español  procedente de la escena viguesa, aunque afincado en Barcelona, cuyo sonido se podría encuadrar dentro del post-punk o post-rock. 

## Historia
Empezaron a formarse en 2002, aunque por entonces se hacían llamar Isósceles y, posteriormente, Magic Noise. En enero de 2006, de la mano de PuPilo Records, graban su álbum de debut, Reel#1, el cual incluía dos de sus mejores canciones, Mexican Life y Radio. Este disco les abrió las puertas de los mejores festivales nacionales, e incluso se publicó en la escena internacional, en países como Alemania, Suiza, Austria, Estados Unidos, Japón o Australia.
Al cabo de un año, en 2007, sacaron el CD Dummy remix, el cual les hizo romper un poco los esquemas ya que se trataba de un CD con remezclas de canciones anteriores como Pretty things o Mexican Life.
Su momento de cumbre musical llegó en 2008 cuando lanzaron a la venta el disco What's the Time Mr. Wolf? con canciones tan famosas como In silence o Sister, y arrastrando éxitos como Radio del disco Reel#1.
Después sacaron Reel and Wolf (2009) y Love Battle (2011), los cuales ya no han gozado de tanto éxito como los anteriores, aunque no por ello de mala calidad. Este último fue promocionado en el FIB (Festival Internacional de Benicasim) 2011.

## Discografía

### Maquetas
| Año  | Detalles del Disco                                                                     |
| ---- | -------------------------------------------------------------------------------------- |
| 2005 | Catpeople! - Elegida por la revista Mondosonoro como la segunda mejor maqueta del año. |

### Álbumes de estudio
| Año  | Detalles del Disco                                                          |
| ---- | --------------------------------------------------------------------------- |
| 2006 | Reel #1 - Discográfica: Pupilo Records                                      |
| 2008 | What's the Time Mr. Wolf? - Discográfica: Pias Records - 2009 Reel and Wolf |
| 2011 | Love Battle - Autoeditado. - Distribución: Altafonte                        |

### EP
| Año  | Detalles del Disco |
| ---- | --- |
| 2009 | Reel & Wolf - Discográfica: Pias Records - Versión acústica de las canciones Party people, Looks like dogs, Goodbye Angel, Mexican life |

### Remezclas
- The Dummy Remix (2007) Pupilo Records.

Remezclas de cinco temas incluidos en Reel #1. Incluye los videoclips de Radio (ganador del certamen audiovisual Atalo en Corto) y Behind.
| N.º     | Título                                        | Duración |  |
| 1.      | «Tanya is on my bed» (por David Kano (Cicle)) | 5:25     |  |
| 2.      | «Alone» (por Adrián PD (CatPeople))           | 2:19     |  |
| 3.      | «Everyone can tell you» (por DJ2D2)           | 5:12     |  |
| 4.      | «Pretty things» (por DJ Coco vs. Supercola)   | 7:38     |  |
| 5.      | «Mexican life» (por DJ Amable & Toni Verdi)   | 6:57     |  |
| 27 mins |                                               |          |  |

## Componentes

### Actuales
- Adrián Pérez: voz y guitarra.
- Iván Fernández: bajo.
- Paco Iglesias: batería.
- Raúl Muñoz: teclados y guitarra.

### Anteriores
- Javier Abalo: guitarra solista.
- Adolfo Rodríguez: bajo y guitarra acústica (en estudio).

## Enlaces
- Oficial
- MySpace

- Datos: Q8342754